# Provincia di Kandal
La provincia di Kandal è una provincia della Cambogia con capoluogo la città di Ta Khmau; la provincia circonda completamente, ma non include, la municipalità di Phnom Penh.

## Geografia antropica

### Suddivisioni amministrative
La provincia di Kandal è divisa in 11 distretti:
- 0801 Kandal Stueng - កណ្តាលស្ទឹង
- 0802 Kien Svay - គៀនស្វាយ
- 0803 Khsach Kandal - ខ្សាច់កណ្តាល
- 0804 Koh Thum - កោះធំ
- 0805 Leuk Daek - លើកដែក
- 0806 Lvea Aem - ល្វាឯម
- 0807 Mukh Kamphool - មុខកំពូល
- 0808 Angk Snuol - អង្គស្នួល
- 0809 Ponhea Leu - ពញ្ញាឮ
- 0810 S'ang - ស្អាង
- 0811 Ta Khmau - តាខ្មៅ